# Współczynnik aktywności
Współczynnik aktywności – bezwymiarowy współczynnik pozwalający przeliczyć wielkości fizyczne o charakterze stężenia obliczane na podstawie ilości substancji i wielkości układu lub ciśnienie mierzone w sposób mechaniczny na wielkości o charakterze termodynamicznym nazywane aktywnością.
Dla układów idealnych (gaz doskonały, roztwór doskonały), w których nie występują (lub mogą być pominięte) oddziaływania pomiędzy parami cząsteczek a także w przypadku układów bardzo rozcieńczonych (niskie stężenie lub ciśnienie), współczynniki aktywności są równe jedności.
Współczynniki aktywności są z reguły oznaczane grecką literą gamma "γ", np.
{\displaystyle a=\gamma c}
gdzie:
{\displaystyle a} – aktywność stężeniowa (w jednostce stężenia)
{\displaystyle c} – stężenie (w jednostce stężenia)
{\displaystyle f=\gamma p}
gdzie:
{\displaystyle f} – lotność (aktywność ciśnieniowa) (Pa)
{\displaystyle p} – ciśnienie (Pa)

## Przykładowe wartości
Przykładowe wartości współczynnika aktywności dla chlorku sodu w roztworze ciekłej wody (podwyższone ciśnienie) są podane w tabeli. W idealnym roztworze wszystkie te wartości byłyby jednością. Odchylenia mają tendencje do zwiększania się wraz ze wzrostem stężenia i temperatury (ale generalnie jest wiele wyjątków).
| Molalność (mol/kg) | 25 °C | 50 °C | 100 °C | 200 °C | 300 °C | 350 °C |
| ------------------ | ----- | ----- | ------ | ------ | ------ | ------ |
| 0,05               | 0,820 | 0,814 | 0,794  | 0,725  | 0,592  | 0,473  |
| 0,50               | 0,680 | 0,675 | 0,644  | 0,619  | 0,322  | 0,182  |
| 2,00               | 0,669 | 0,675 | 0,641  | 0,450  | 0,212  | 0,074  |
| 5,00               | 0,873 | 0,886 | 0,803  | 0,466  | 0,167  | 0,044  |